# Højst Sogn
Højst (deutsch: Hoist) ist eine Kirchspielsgemeinde  (dän.: Sogn) in der Region Syddanmark, Dänemark. Das Kirchspiel gehörte bis 1970 zur Harde Slogs Herred im damaligen Amt Tondern, mit der Auflösung der Hardenstruktur wurde das Kirchspiel in die Kommune Lügumkloster im 1970 neu gegründeten Sønderjyllands Amt aufgenommen, die Kommune wiederum ging mit der Kommunalreform zum 1. Januar 2007 mit anderen Kommunen in der neu gegründeten Kommune Tondern auf, die zur Region Syddanmark gehört.
In der Kirchspielsgemeinde wohnen derzeit (Stand 1. Januar 2023) 960 Einwohner, davon leben 497 in der Ortschaft Øster Højst, in der auch die Kirche des Kirchspiels steht.

## Geschichte
Bei der Volksabstimmung in Schleswig um die nationale Zugehörigkeit zu Deutschland oder Dänemark am 10. Februar 1920 stimmten 203 wahlberechtigte Hoister für Deutschland und  282 für Dänemark. Die Grenze war jedoch bereits festgelegt worden, da Hoist zur Ersten Abstimmungszone geschlagen worden war, in der nur das Gesamtergebnis zählte. Hoist bildete fortan eine Kirchspielsgemeinde im neuen dänischen Amt Tondern.